# زردپره سینه‌زرد

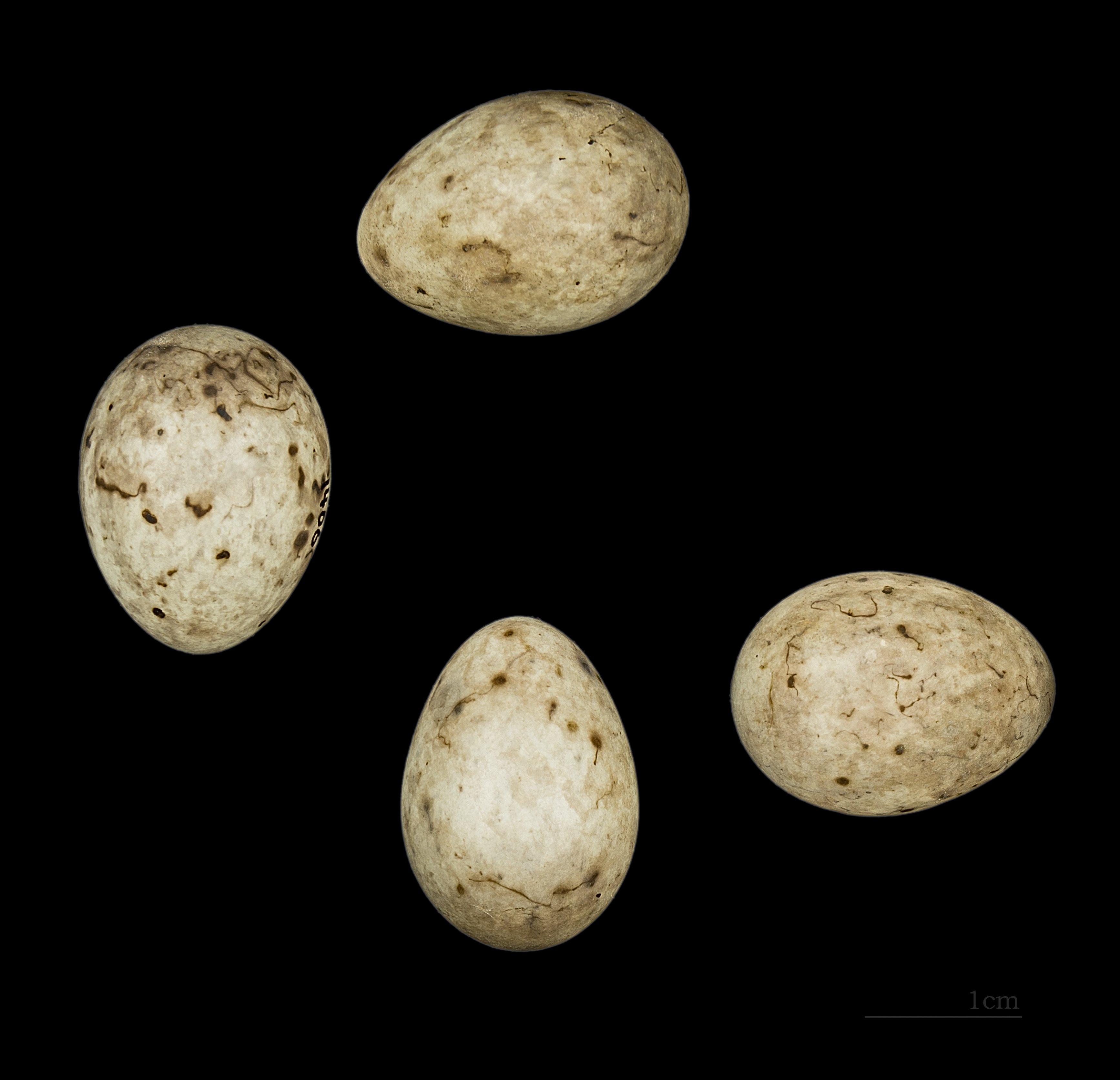
Emberiza aureola

زردپره سینه‌زرد (نام علمی: Emberiza aureola) یک گونه آسیب‌پذیر از گروه زردپره‌ها در تیرهٔ زردپرگان در راستهٔ گنجشک‌سانان است. این پرنده در اروپا و آسیا زندگی می‌کند و پرنده کوچنده است و در زمستان به جنوب شرق آسیا، هند، و جنوب چین می‌رود. در سیبری فراوان است و در اروپا به صورت سرگردان دیده می‌شود. این پرنده در غرب ایران نیز یافت می‌شود. زیستگاه زرد پره سینه‌زرد در مناطق باز دارای درخت و بوته است و اغلب نزدیک آب به سر می‌برد. آشیانه‌اش را روی زمین می‌سازد و ۴ تا ۶ تخم می‌گذارد.